# Подвеска

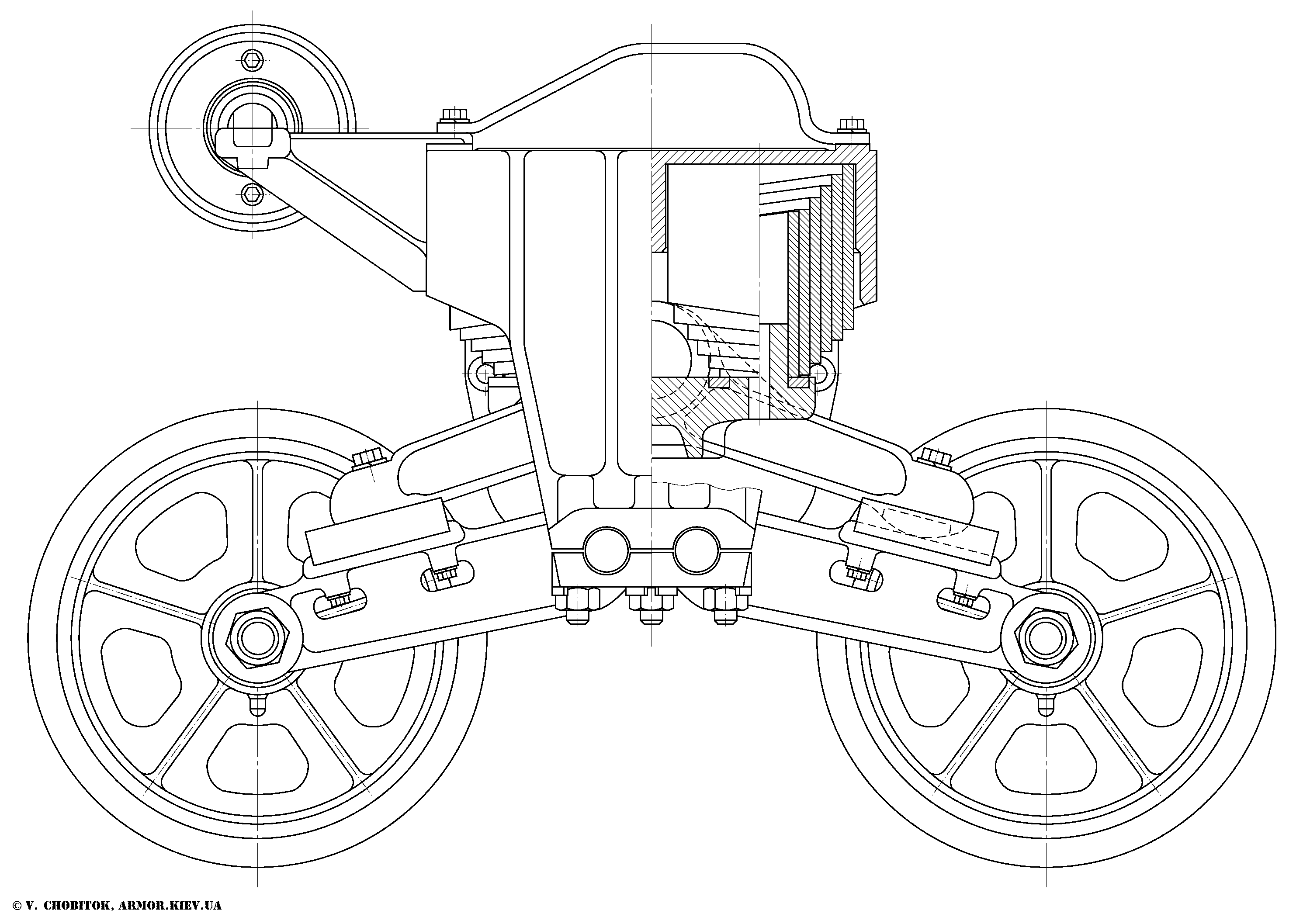
Узел парной блокированной подвески с буферной пружиной танка М4А2 «Шерман»

Типы подвесок

Подве́ска (система подрессо́ривания для гусеничных транспортных средств или рессо́рное подве́шивание для рельсовых транспортных средств) — совокупность деталей, узлов и механизмов, связывающих корпус машины с опорными элементами (колёсами, катками, лыжами и т. п.). Подвеска предназначена для снижения динамических нагрузок и обеспечения равномерного распределения их на опорные элементы при движении, также служит для повышения тяговых качеств машины.

## Терминология
Система подрессоривания гусеничных транспортных средств состоит из узлов подвески. Узлом подвески называется совокупность деталей, узлов и механизмов, связывающих ось колеса (одного катка) с корпусом машины или нескольких взаимосвязанных катков, соединённых с корпусом через единый упругий элемент. Каждый узел подвески в общем случае включает упругий элемент (рессору), амортизатор (демпфер) и балансир.
Подвеска рельсовых транспортных средств (подвижной состав железных дорог, метро, трамвая) чаще называемая рессорным подвешиванием, включает в себя упругие элементы — рессоры (подвесные, эллиптические, воздушные, резиновые), пружины (винтовые, кольцевые, тарельчатые и др.) и гасители колебаний — гидравлические и фрикционные демпферы. В зависимости от требуемой степени смягчения усилий, действующих на кузов локомотива или вагона от его ходовых частей, подвешивание может быть одно-, двух-, трёхступенчатым. При многоступенчатом подвешивании между колёсными парами и корпусом находятся промежуточные конструктивные узлы, каждый из которых имеет свой набор однотипных упругих элементов. Например при двойном тележечном подвешивании (как у трамвайного вагона ЛМ-49) колёсные пары в буксовых узлах подвешиваются к корпусу тележки посредством вертикальных спиральных пружин, а сама тележка подвешивается к шкворневой балке корпуса вагона посредством полуэллиптических листовых рессор.

## Типы подвесок

### По наличию/отсутствию демпфирующего элемента
- Жёсткие (гоночный карт, асфальтовый каток)
- Полужёсткие (сельскохозяйственный колёсный трактор)
- Мягкие (практически любая колёсная, гусеничная и рельсовая техника)

### По способу соединения с корпусом (рамой) машины

Двухрычажная подвеска

- С продольными рычагами (маятниковая)
- С поперечными рычагами
  - Многорычажная
  - Двухрычажная
  - Однорычажная
- Телескопическая

### По способу соединения колёс между собой
- Независимая (перемещение одного колеса оси не связано с перемещением другого колеса оси).
- Зависимая (перемещение одного колеса оси влияет на перемещение другого колеса оси);
- Сблокированная (связанные друг с другом пара-тройка колёс одного борта)

### По типу демпфирующего элемента
- Пружинная — со стальными цилиндрическими пружинами
- Рессорная — со стальными рессорами, одновременно выполняющими роль демпферов и направляющих элементов;
- Торсионная — со стальными торсионами;
- Пневматическая — с пневмобаллонами на сжатом воздухе;
- Гидропневматическая — с гидропневматическими демпферами;

Также имеются редкие внесистемные типы: на поперечной стальной или углепластиковой рессоре, на монолитных резиновых демпферах, велосипедные на эластомерах.

### По управляемости
- Активная
- С регулируемым дорожным просветом
- Пассивная (неуправляемая)

## Элементы подвески

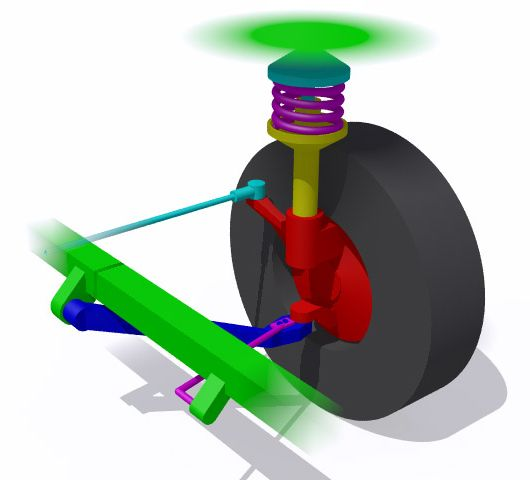
Подвеска макферсон на примере левого переднего колеса на заднеприводном автомобиле:
Детали кузова;
Нижний рычаг;
Растяжка (реактивная тяга) или стабилизатор поперечной устойчивости;
Упругий элемент (пружина);
Амортизаторная стойка;
Шарнирное крепление стойки;
Поворотный кулак и ступица колеса;
Рулевая тяга;

- Шаровые опоры. Крепления рычагов передней подвески к узлу ступицы.
- Тяга Панара — наклонная тяга, фиксирующая боковое смещение подвески относительно кузова. Крепится одним концом к правому лонжерону, другим концом — к балке заднего моста недалеко от левой ступицы (или же к левому лонжерону и правой ступице). Простейший и самый дешевый способ устройства задней пружинной подвески. Не применяется на рессорных подвесках ввиду наличия у рессор жесткости в латеральном (поперечном) направлении. Серьёзным недостатком является уход моста влево-вправо относительно кузова при работе подвески в вертикальном направлении.
- Механизм Скотта-Рассела. Более совершенная замена тяги Панара. Место закрепления тяги к балке исполняется с возможностью проскальзывания конца тяги в горизонтальном пазу на балке. Добавлена вторая тяга, связывающая центр первой тяги с точкой прикрепления на балке, находящейся строго под точкой прикрепления первой тяги к кузову и с противоположной стороны автомобиля от паза между первой тягой и балкой. Исключает боковые движения моста при работе подвески. Применяется американскими самодельщиками и тюнингаторами для дорожных ракет и автомобилей с относительно малыми ходами балки моста. Применяется на некоторых японских автомобилях (Nissan Almera, Bluebird, Primera) и проч.
- Стабилизатор поперечной устойчивости. Работающий на кручение торсион, предназначенный для создания сопротивления крену автомобиля. Закрепляется в ступичном узле левого колеса, далее проходит в направлении движения до шарнирного узла крепления к кузову, далее в латеральном (поперечном) направлении к противоположному борту автомобиля, где крепится зеркально аналогично первому борту. Отрезки торсиона, проходящие в направлении движения, работают как рычаги при работе подвески в вертикальном направлении. При отсутствии крена оба отрезка поворачиваются на один и тот же угол, торсион не скручивается и проворачивается в узлах крепления к кузову как целое. При крене автомобиля левый и правый отрезки торсиона поворачиваются на различные углы, скручивая торсион и создавая упругий момент, сопротивляющийся крену. На зависимых задних подвесках часто отсутствует, вместо этого продольные рычаги прикрепляются к балке жестким соединением, способным передавать крутящий момент. Таким образом, вся балка в сборе с продольными рычагами выполняет роль торсиона. На передних подвесках Макферсон «рычажные» отрезки торсиона часто применяются как один из 2 нижних рычагов подвески, также передавая продольные (в направлении движения) силы от ступицы на кузов.

## Производители элементов подвески
Кроме производителей оригинальных элементов подвески существует несколько международных производителей, специализирующихся на вторичном рынке автокомплектующих, например:
- Delphi Corporation
- Wulf Gaertner Autoparts AG
- ZF Friedrichshafen AG
- Robert Bosch GmbH

## Источники информации

Работа рычагов подвески